# Абдушелишвили, Малхаз Григорьевич
Малхаз Григорьевич Абдушелишвили (груз. მალხაზ აბდუშელიშვილი; 28 ноября 1926, Тифлис, Грузинская ССР, СССР — 23 февраля 1998, Тбилиси, Грузия) — советский и грузинский учёный в области этнологии и антропологии, доктор исторических наук (1964), профессор (1965), академик Национальной академии наук Грузии (1993). Заслуженный деятель науки Грузинской ССР. Один из основателей грузинской антропологической научной школы.

## Биография
С 1943 по 1948 год обучался в Тбилисском государственном медицинском институте, с 1948 по 1951 год обучался в аспирантуре этого университета, ученик профессоров А. Н. Натишвили и Г. Ф. Дебеца.
С 1948 по 1998 год на научно-исследовательской работе в Институте истории, археологии и этнографии имени И. А. Джавахишвили АН ГрузССР — НАН Грузии в должностях: научный и с 1952 по 1959 год — старший научный сотрудник, с 1959 года — заведующий отделом антропологии этого института.
С 1964 по 1998 год одновременно с научной занимался и педагогической работой в Тбилисском государственном университете в качестве профессора и организатора кафедры антропологии исторического факультета.

### Научно-педагогическая деятельность и вклад в науку
Основная научно-педагогическая деятельность М. Г. Абдушелишвили была связана с вопросами в области этнологии и антропологии, занимался изучением антропологии Кавказа и генетической преемственности населения Грузии с древнейших времён до современного периода, а так же антропологии населения Индии. С 1971 по 1983 год М. Г. Абдушелишвили являлся руководителем совместной советско-индийской антропологической экспедиции проходившей в Индии и Индостане, где изучались эндогамные популяции этого региона. С 1964 по 1998 год М. Г. Абдушелишвили являлся главным специалистом ЮНЕСКО по вопросам антропологии, с 1973 года был — почётным членом Европейской антропологической ассоциации (англ. European Anthropological Association и с 1975 года — почётным членом Индийского общества генетики человека.
В 1951 году защитил кандидатскую диссертацию по теме: «Анализ краниологических серий эпохи бронзы и железа из Самтаврского могильника», в 1964 году защитил докторскую диссертацию на соискание учёной степени доктор исторических наук по теме: «Антропология древнего и современного населения Грузии». В 1964 году ВАК СССР ему было присвоено учёное звание профессор. В 1993 году он был избран действительным членом Национальной академии наук Грузии. М. Г. Абдушелишвили было написано более двухсот научных работ, в том числе десяти монографий.
Именем Малхаза Абдушелишвили названа улица в Тбилиси.

## Основные труды
- Антропология древнего и современного населения Грузии. - Тбилиси, 1963. - 506 с.
- Антропология древнего и современного населения Кавказа / М. Г. Абдушелишвили. - Москва : Наука, 1964. - (Доклады/ VII Междунар. конгресс антропол. и этногр. наук (Москва, авг. 1964 г.)
- Некоторые проблемы этнической антропологии Юго-Западной Азии в свете новейших исследований. - Москва : Наука, 1973. - (Доклады советской делегации/ IX Междунар. конгресс антропол. и этногр. наук. Чикаго, сент., 1973; 84).
- Отчет о командировке в Индию / АН СССР. ВИНИТИ. - Москва : [б. и.], 1975. - 11 с.
- Антропология населения Кавказа в поздне-античном времени. - Тбилиси : Мецниереба, 1978. - 310 с.
- Антропология Грузии в периоде широкого освоения производства железа / Малхаз Абдушелишвили; АН ГССР, Ин-т истории, археологии и этнографии им. И. Джавахишвили. - Тбилиси : Мецниереба, 1988. - 82 с. (Материалы к антропологии Кавказа; 9)
- Палеостоматология Грузии / М. Абдушелишвили, М. Инашвили. - Тбилиси : Сабчота Сакартвело, 1989. - 167 с[4]

## Награды и звания
- Заслуженный деятель науки Грузинской ССР